# 李青芸
李青芸，中華民國燈藝師、工藝藝術師、花燈研習講師。李青芸的花燈作品多次在臺灣舉辦的花燈競賽中獲獎。

## 經歷
- 教師花燈研習講師
- 台北燈節親子教學講師
- 新竹縣花燈競賽評審
- 宜蘭教師花燈研習講師
- 香港歷史博物館花燈講師[4]
- 2022年，111學年度中小學教師民俗藝術花燈製作研習，林玉珠 (燈藝師)、莊雅婷、李冠毅 (燈藝師)、李青芸、錢劍秋、蔡傑名擔任講師與該次研習講義編輯，謝婉芬擔任講師，梁茂森、黃麟傑擔任助教。
- 2023年7月23日~2026年7月22日，臺灣花燈國際發展協會第八屆理事長[5]

## 展覧
- 台灣燈會傳統燈區和國際燈區花燈製作
- 台灣文化節花燈展
- 台北燈節花燈設計製作
- 加拿大冬季奧運燈展
- 國際傳統藝術中心(年味一百)花燈展
- 彰化市藝術館恐龍特展

## 得獎
- 台北全國花燈競賽社會組佳作

## 相關
- 中華民國燈藝師林玉珠 (燈藝師)為李青芸的母親。
- 中華民國燈藝師李冠毅 (燈藝師)為李青芸的哥哥。